# Pyrrhische Oorlog
De Pyrrhische Oorlog (280-275 v.Chr.) was een oorlog tussen Pyrrhus, de koning van Epirus en de Romeinse Republiek. De inwoners van de Griekse stad Tarentum in Zuid-Italië vroegen Pyrrhus om hen te helpen in hun oorlog tegen de Romeinse Republiek.
Pyrrhus was een begaafde generaal, met een sterk leger versterkt met krijgsolifanten (waartegen de Romeinen niet gewend waren te vechten), Pyrrhus boekte eerst successen tegen het Romeinse leger, maar leed grote verliezen ondanks deze overwinningen. Plutarchus schreef dat Pyrrhus na de slag bij Asculum zou hebben gezegd: "Als we nog één veldslag (zullen) winnen, gaan we (eraan) ten onder!" ('Ἂν ἔτι μίαν μάχην νικήσωμεν, ἀπολώλαμεν.') Pyrrhus' uitspraak werd een gevleugeld woord. Hij kon geen extra soldaten of voedsel krijgen van thuis en de Italische bondgenoten werden neutraal. Dit staat in scherp contrast met de Romeinen, zij hadden erg veel reservesoldaten en konden zo hun legers aanvullen, zelfs als ze zwaar verloren hadden. Hierdoor werden voortaan overwinningen die meer gekost hadden dan ze uiteindelijk opleverden een "pyrrusoverwinning" genoemd.
Verzwakt door de veldslagen tegen Rome, ging Pyrrhus met zijn leger naar Sicilië om te strijden tegen Carthago. Nadat hij daar enkele jaren oorlog had gevoerd (278-275 v.Chr.), keerde hij in 275 v.Chr. terug naar Italië waar de laatste veldslag van de oorlog werd gevochten. De Slag bij Beneventum bleef echter onbeslist. Hierna keerde Pyrrhus terug naar Epirus, en zo eindigde de oorlog. Drie jaar later, in 272 v.Chr. namen de Romeinen Tarentum in.
De Pyrrhische Oorlog was de eerste keer dat Rome tegenover een professioneel huurlingenleger van de hellenistische staten van het oostelijke bekken van de Middellandse Zee. Romes overwinning zorgde ervoor dat deze staten gewaarschuwd waren voor de groeiende macht van Rome. Na deze oorlog maakte Rome zijn hegemonie over Zuid-Italië compleet.

## Achtergrond

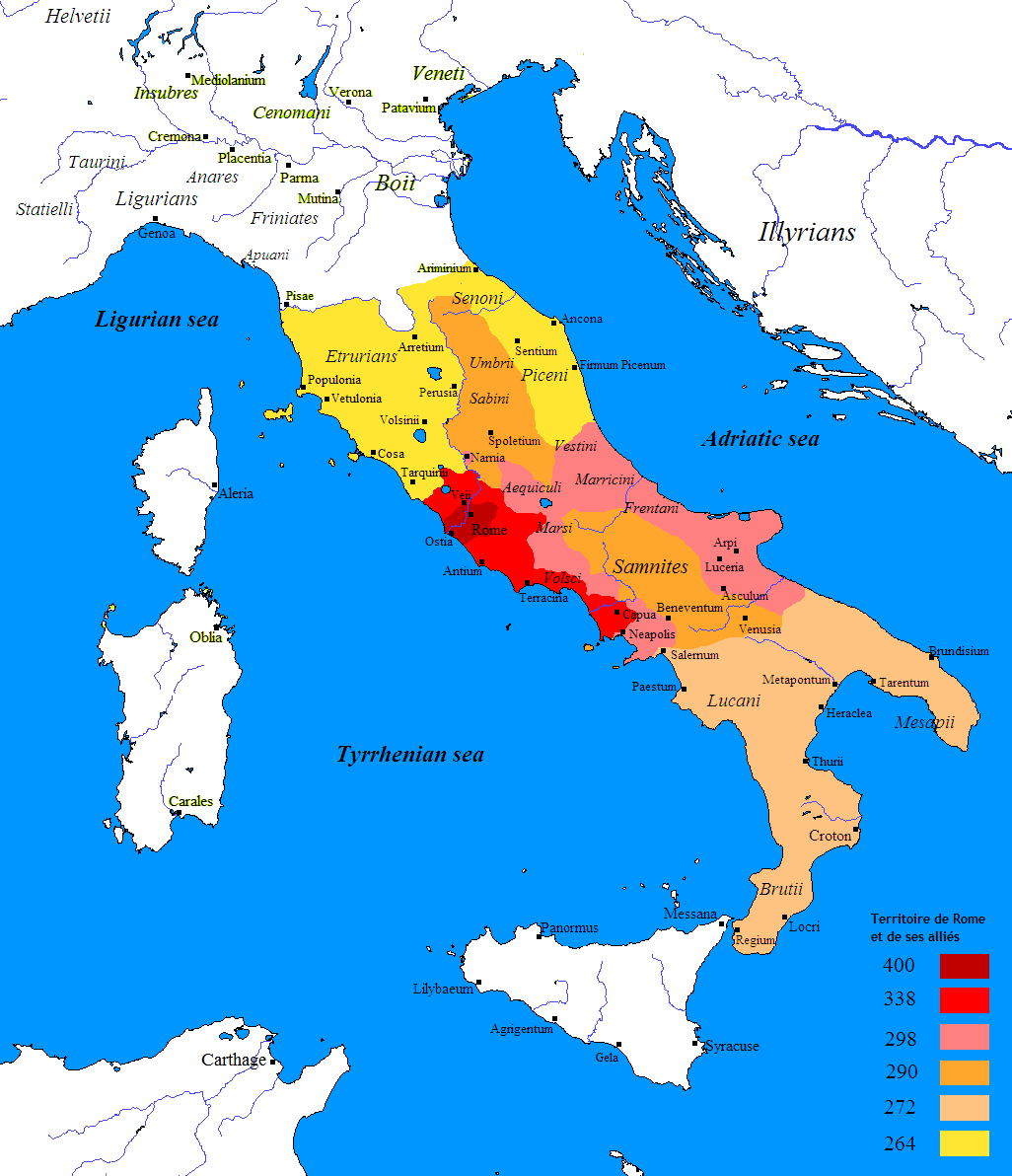
Deze kaart toont de expansie van Rome voor en na de Pyrrhische Oorlog

In 290 v.Chr., aan het einde van de drie Samnitische oorlogen, had Rome haar hegemonie gevestigd over delen van centraal en Zuid-Italië, die verbonden waren door allianties tussen verschillende Italische volkeren in centraal Italië. In het Zuiden van Italië waren er nog veel Griekse staten die gesticht waren tijdens de Griekse kolonisatie. Tarentum was de machtigste van hen. Tarentum viel een Romeinse vloot aan, waarbij ze enkele schepen lieten zinken en soldaten gevangenen namen. Als gevolg hiervan verklaarde Rome hen de oorlog.

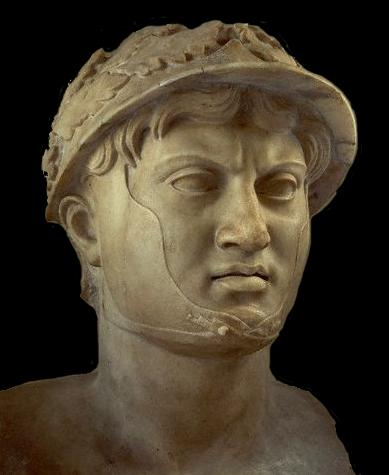
Pyrrhus van Epirus (319 v.Chr. - 272 v.Chr.)

## Pyrrhus’ invasiemacht
Tarentum vroeg Epirus om hulp tegen de Romeinen. Pyrrhus gaf hen die. Hij zond eerst Cineas, een van zijn betrouwbaarste generaals, met een voorhoede van 3.000 soldaten naar Italië. Hijzelf trok met de hoofdmacht van zijn leger naar Italië. Zijn leger bestond uit 20 krijgsolifanten, 3.000 ruiters, 20.000 man voetvolk, 2.000 boogschutters en 500 slingeraars van Rhodos. Tarentum zou voor de transportschepen zorgen. Tijdens de oversteek woei er een stormwind die veel schepen op de kust van Italië liet kapotslaan en velen liet afdrijven naar Sicilië en zelfs Libië. Pyrrhus meerde zelf ongedeerd aan bij Tarentum, waar hij zich onmiddellijk bij zijn voorhoede voegde.

## Verloop

### Slag bij Heraclea
Pyrrhus zou ook nog enkele hulptroepen krijgen uit Tarentum zelf, maar nog voor die gearriveerd waren, maar twee Romeinse consulaire legers waren de rivier naar Tarentum overgestoken, waardoor hij wel slag met hen moest voeren. De slag ging als volgt: Pyrrhus liet zijn falanx oprukken om de Romeinen frontaal te weerstaan, terwijl hijzelf met zijn Thessalische cavalerie een charge wil maken. Deze wordt echter vertraagd en zelfs teruggeslagen door de cavalerie van de Romeinse bondgenoten. Hierdoor had zijn falanx erg in de problemen kunnen raken aangezien deze cavalerie hen in de rug zou kunnen aangevallen hebben, maar de paarden raakten verschrikt door de olifanten en sloegen op hol. Hierdoor kon de Thessalische cavalerie haar charge voltooien en de Romeinen op de vlucht drijven. Deze overwinning was niet beslissend, maar mag toch niet als een pyrrusoverwinning worden gezien. De Romeinse verliezen bedroegen tussen 7.000 en 15.000 man, terwijl de Griekse verliezen 4.000 tot 13.000 man bedroegen.

### Slag bij Asculum
Dankzij de slag bij Heraclea was Pyrrhus’ faam in Italië zozeer versterkt dat de Samnieten, Lucaniërs en andere Italische volkeren zich nu bij hem aansloten. Versterkt dankzij zijn nieuwe bondgenoten, rukte hij op naar Rome. Op ongeveer 60 km van de stad hield hij halt. Hij probeerde te onderhandelen zonder een nieuw conflict te veroorzaken. Dankzij dit machtsvertoon zouden de onderhandelingen normaalgezien ook gemakkelijker gegaan moeten zijn. De Romeinen waren echter totaal niet onder de indruk. Ze wisten dat hij Rome nooit zou kunnen innemen. Niettegenstaande dat ze er wel weer 2 consulaire legers op af stuurden. Pyrrhus durfde niet verder oprukken, omdat deze legers anders zijn achterhoede zouden kunnen bedreigen. Hij brak de onderhandelingen af en trof de Romeinen bij Asculum. Hij moest vechten op ruw, bebost terrein, wat erg in het voordeel was van de Romeinen. De Romeinen stelden de slag echter uit en Pyrrhus kon het zo schikken dat de slag gevochten zou worden op vlak terrein. Deze keer waren het weer de olifanten die Pyrrhus de overwinning bezorgden, maar deze keer was het wel een pyrrusoverwinning: 6.000 Romeinse, 3.500 Griekse gesneuvelden.

### Expeditie naar Sicilië
Twee nieuwe oorlogsuitdagingen trokken Pyrrhus aan: het terugslaan van de Keltische horden in Griekenland of de bedreigde Grieks-Sicilische steden gaan verdedigen tegen Carthago. Bij beide kreeg hij de kans om op te treden als voorvechter van de Griekse beschaving. Hij koos voor het tweede. Hij maakte een eind aan zijn Italische veldtochten en ging naar Sicilië. Het succes van deze campagne was volledig smetteloos: hij nam de Carthagers hun sterkste stad, Eryx, in. Pyrrhus organiseerde feesten ter ere van deze overwinning. De Carthagers begonnen te onderhandelen voor vrede, maar Pyrrhus weigerde die. Ondertussen had de reputatie van Pyrrhus in Sicilië als zegevierende koning en bevelhebber een flinke deuk gekregen. Het was hem niet gelukt de laatste vestiging van de Carthagers, Libyaeum, in te nemen. Ondertussen begon ook Syracuse over te lopen naar Carthago. Toen er nieuws kwam dat Tarentum het hard te verduren had gekregen tijdens zijn afwezigheid, nam hij de kans om zich uit deze val te bevrijden met beide handen aan. Hij ging weer naar Italië.

### Slag bij Beneventum
Toen Pyrrhus terug in Italië was, kwam het nieuws hem ter ore dat er 1000 Mamertijnen Lucanië onveilig maakten. Hij scheidde de helft van zijn strijdmacht af om met deze vijand af te rekenen, terwijl hijzelf noordwaarts oprukte om de Romeinen aan te vallen bij Beneventum. Hij ging over tot een nachtelijke aanval. Deze waren echter in de klassieke oorlogvoering gedoemd om te mislukken. (Alexander de Grote had bij De slag bij Gaugamela de drang daartoe bewust weerstaan) Ook deze keer was er geen uitzondering. Pyrrhus’ voorhoede raakte verdwaald in de bossen en bemerkte dat ze op een zeer onpraktisch terrein aangekomen waren. De Romeinen waren eerst verrast, maar realiseerden zich dat ze deze soldaten gemakkelijk konden verslaan. Hierdoor aangemoedigd kwam het bevel Pyrrhus aan te vallen. De Romeinen hadden een manier gevonden om de aanstormende olifanten te doen omkeren en hun eigen soldaten aan te vallen. Hierdoor werd Pyrrhus gedwongen om zich terug te trekken. Hij bezat nu nog slechts het commando over 8.000 man voetvolk en 500 ruiters en had geen geld meer om hen te betalen. Hij moest dus omkijken naar nieuw oorlogsterrein. Dat was er in Macedonië, hij trok zich terug uit Italië en maakte dus een eind aan de Pyrrhische Oorlog.

## Gevolgen
Dankzij deze overwinning was de Romeinse faam in Italië aanzienlijk versterkt. Ze beheersten nu Midden én Zuid-Italië. Ze hadden ook bewezen dat hun leger sterk genoeg was om gedisciplineerde en sterke legers te weerstaan. Tarentum viel in handen van de Romeinen in 272 v.Chr.